# 大宫女
大宫女（Grande Odalisque）是法国画家让·奥古斯特·多米尼克·安格尔于1814年创造的一副油画。这幅画是受拿破仑的妹妹，那不勒斯王国王后卡罗琳·波拿巴的委托而做。显示土耳其内宫一裸体宫女。现藏于法国巴黎卢浮宫。

## 作品特色
宫女的脊柱被刻意拉长，組成「两个或三个椎体」 甚至“五个椎体” 之多，而使骨盆及下背部加长。这可能代表了宫女的感性阴柔美。此外，她的目光和她的骨盆区域之间的距离，可能是该女人的深度思考和复杂情感的一个物理性表现。

## 参看
- 卢浮宫